# Victor Kugler
Victor Kugler (Hohenelbe (thans Vrchlabí), 5 of 6 juni 1900 - Toronto, 14 december 1981), in het dagboek van Anne Frank Harry Kraler genoemd, was een uit het Duitssprekende deel van Tsjechië (destijds onder Oostenrijk-Hongarije vallend) afkomstige elektricien en handelaar. Hij is voornamelijk bekend geworden als beschermer van de familie Frank toen zij tijdens de Tweede Wereldoorlog ondergedoken zaten.

## Levensloop
Victor Kugler, die na 1920 Victor Gustav heette, bleek een buitenechtelijk kind te zijn. De vader van Kugler is onbekend, zijn moeder, Emilie Kugler, was naaister in Hohenelbe. In 1917, tijdens de Eerste Wereldoorlog, wordt Kugler matroos in de Oostenrijkse marine. Na de oorlog gaat hij terug naar Duitsland, waar hij werkt als elektricien bij een mijn in Gladbeck. Voor de Deutsche Maschinenfabrik moet hij een klus opknappen in Utrecht, waar hij de Nederlandse Laura Maria Buntenbach ontmoet. Ook vindt hij er werk en haalt in 1923 zijn diploma Nederlandse Handelscorrespondentie.
Met dit diploma op zak gaat Kugler werken voor de firma Van Angeren die Pomosin (pectine) aan jamfabrieken verkoopt. Daar ontmoet hij Otto Frank, die als commissaris aan deze firma verbonden was. In 1933 wordt hij een van de eerste medewerkers in Otto Franks Opekta. In mei 1938 laat Kugler zich tot Nederlander naturaliseren. Na zijn naturalisatie gaat hij in Hilversum wonen. De Duitse bezetting in mei 1940 zorgt ervoor, dat joden geen bedrijf meer mogen leiden. Daarom draagt Otto Frank de leiding van Opekta over aan zijn niet-Joodse medewerkers. Kugler wordt hierdoor directeur van de specerijenfirma Gies & Co.
Vanaf juli 1942 kwam Kugler bijna elke dag langs bij de onderduikers in het Achterhuis. Hij bracht kranten, tijdschriften, voedsel etc. Om de sfeer goed te houden gaf hij alleen goede berichten door. Door in het geheim specerijen te verkopen op de zwarte markt, beschikte hij over extra zwart geld voor bijvoorbeeld voedselbonnen. Op 4 augustus 1944 worden Kugler, Johannes Kleiman en de onderduikers na verraad gearresteerd. Na naar het hoofdkwartier van de Gestapo in de Euterpestraat gebracht te zijn, werden ze allen ondervraagd. Hierop werden Kugler en Kleiman naar het Huis van Bewaring II aan de Amstelveenseweg gebracht. Op 7 september werden Kleiman en hij overgebracht naar het Huis van Bewaring I aan de Weteringschans.
Op 11 september werd Kugler overgebracht naar het concentratiekamp Kamp Amersfoort. Hier zou hij op transport naar Duitsland worden gezet, maar door een luchtaanval tijdens de Slag om Arnhem wordt station Amersfoort vernield. In plaats van naar Duitsland gaat Victor Kugler op 26 september met 1100 anderen tankgrachten graven in Zwolle. Op 30 december 1944 werden de gevangenen van Zwolle overgebracht naar Wageningen om ook daar grondwerk te verrichten. Dit duurde tot 28 maart 1945. Op 28 maart marcheerden 600 gevangenen, waaronder Kugler, via Renkum, Heelsum, Oosterbeek, Arnhem, Westervoort naar Zevenaar om daar de grens over te steken. In Zevenaar werd de groep door Engelse Spitfires aangevallen en beschoten. Hierbij ontsnapte hij, en dook onder bij een boer. Enkele dagen later vertrok hij per fiets naar de IJssel.
Na ondergedoken te hebben gezeten in Lathum en ontsnapt te zijn aan een razzia in Barneveld, kwam Victor Kugler op Goede Vrijdag weer thuis in Hilversum. Na de oorlog keert hij terug bij de firma Gies & Co. In december 1952 sterft zijn vrouw. Later ontmoet hij Lysia Sophia Maria (Lucie, Loes) van Langen (1927-1991) in de specerijenwinkel. Met haar trouwt hij op 7 juni 1955. In datzelfde jaar emigreert hij naar Canada, waar een deel van Lucies familie al woont. Kugler en zijn vrouw hebben het er moeilijk. Hij werkt er als ondernemer in specerijen, elektricien en verzekeringsagent. Door toedoen van Otto Frank ontvangen de vier helpers in april 1971 de eretitel 'Rechtvaardige onder de Volkeren' van Yad Vashem in Israël. In 1977 krijgt hij van de Canadese Anti-Defamation League een prijs ter waarde van € 10.000,-.
Na een lijdensweg met de ziekte van Alzheimer overleed Victor Kugler op 81-jarige leeftijd.

## Links
- Foto en korte biografie van Victor Kugler